# 河台镇
河台镇，是中华人民共和国广东省肇庆市高要区下辖的一个乡镇级行政单位。

## 行政区划
河台镇下辖以下地区：
河台镇社区、都权村、多宝村、罗建村、河海村、龙城村、大崀村、廊源村、河边崀村、古旁村、高村、三联村、三围村、五联村、大坑边村、罗西村、四联村、罗闪村、尚德村、双保村和罗仁村。